# PLEK2
PLEK2‏ (Pleckstrin 2) هوَ بروتين يُشَفر بواسطة جين PLEK2 في الإنسان.